# Hymenocallis occidentalis
Hymenocallis occidentalis är en amaryllisväxtart som först beskrevs av John Eatton Leconte, och fick sitt nu gällande namn av Carl Sigismund Kunth. Hymenocallis occidentalis ingår i släktet Hymenocallis och familjen amaryllisväxter.

## Underarter
Arten delas in i följande underarter:
- H. o. eulae
- H. o. occidentalis